# Centre de promotion des exportations
Le Centre de promotion des exportations (CEPEX) est un établissement public tunisien agissant sous la tutelle du ministère du Commerce et de l'Industrie. Créé en avril 1973, le CEPEX s'insère dans le dispositif institutionnel d'appui au secteur privé et agit dans le cadre des objectifs nationaux de promotion des exportations.

## Histoire
Le 12 avril 2015, Aziza Htira, ancienne députée, est nommée PDG du centre, en remplacement d'Abdellatif Hmam. Cette nomination fait l'objet de protestations de certains Tunisiens qui considèrent la nouvelle présidente comme trop liée au régime de l'ancien président Zine el-Abidine Ben Ali. En effet, sous le régime de ce dernier, elle a occupé le poste de directrice rattachée à la direction générale de l'Agence nationale pour la maîtrise de l'énergie, a été élue députée du Rassemblement constitutionnel démocratique au pouvoir et présidente de l'Union nationale de la femme tunisienne de 2004 à 2012.
En janvier 2017, le Centre des promotions des exportations ouvre une antenne à Oran en Algérie. En février, Zied Ladhari, le ministre du Commerce et de l'Industrie, annonce l'ouverture de cinq nouveaux bureaux en Afrique subsaharienne.
Le 27 octobre 2020, Chiheb Ben Ahmed est nommé PDG.

## Siège
Les bureaux tunisiens du CEPEX se trouve au Centre urbain Nord à Tunis.